# Willy Kumado
William "Willy" Kumado (født 16. oktober 2002) er en ghanesisk professionel fodboldspiller, der spiller som højreback for Major League Soccer-klubben San Diego FC .

## Klubkarriere

### FC Nordsjælland
Kumado blev født i Dansoman, Ghana,  og var en del af Right to Dream Academy, før han kom til FC Nordsjælland i februar 2021 sammen med holdkammeraten Lasso Coulibaly .  I sin tid hos Right to Dream spillede han på flere positioner, først som midtbanespiller, før han blev flyttet til midterforsvarer og til sidst etablerede sig som højreback .  Om sin rejse sagde Kumado: "Lige siden jeg var en lille dreng, har jeg haft drømmen om at spille fodbold. Der hvor jeg kommer fra, skal man blive en del af et akademi for at opnå noget i fodbold."  Han spillede 13 kampe og scorede et mål for klubbens U19-hold i resten af sæsonen. 
Den 17. oktober 2021 fik Kumado sin professionelle debut for FC Nordsjælland i den danske Superliga mod Midtjylland, hvor han kom ind som indskifter for Oliver Villadsen i det 69. minut.  Han var oprindeligt inkluderet i truppen til den forrige runde mod Silkeborg, men blev til sidst udeladt af den endelige trup. Før han blev indskiftet mod Midtjylland, huskede han en blanding af spænding og nervøsitet. Han sagde: "Da Flemming [Pedersen] kaldte på mig og fortalte mig, at jeg kom ind, fik jeg gåsehud. Jeg tænkte: 'Sker det her virkelig?'"  Kumado optrådte også i den følgende ligakamp mod Vejle Boldklub den 22. oktober.
Den 13. oktober 2022 blev Kumado permanent forfremmet til FC Nordsjællands seniortrup efter at have spillet en nøglerolle som anfører for klubbens U19-hold. 

### Lyngby Boldklub
Den 31. januar 2023 forlod Kumado FC Nordsjælland og underskrev en to et halvt års kontrakt med ligarivalerne Lyngby Boldklub . Han debuterede for Lyngby den 19. februar 2023, hvor han kom ind som indskifter for Rezan Corlu i en 1-1 uafgjort kamp mod sin tidligere klub.   En måned senere, den 19. marts, lavede han sin første assist i en ligakamp mod AC Horsens, hvor han gav Alfreð Finnbogason mulighed for at score åbningsmålet.  Selvom Horsens udlignede og sikrede endnu en 1-1 uafgjort, sikrede Kumados præstation ham prisen som kampens spiller, hvilket Lyngby-fansene stemte på. 

### San Diego FC
Den 10. februar 2025 annoncerede Major League Soccer-klubben San Diego FC underskriften på Kumado på en toårig kontrakt med en yderligere toårig kluboption.  

## Eksterne links
- Willy Kumado profil på Soccerway